# Wim Vuursteen
Willem Johannes (Wim) Vuursteen (Delfzijl, 22 mei 1928 – Hoogeveen, 13 maart 2005) was een Nederlands politicus van de VVD.
Na het doorlopen van de hbs in Appingedam ging hij sociale wetenschappen studeren bij de Rijksuniversiteit Groningen maar die studie maakte hij niet af. Hij werd rond 1955 directeur van de Stichting Noord-Groningen en daarnaast werd hij zeven jaar later lid van de gemeenteraad van Eelde waar hij ook korte tijd wethouder is geweest. Begin 1970 was hij enige tijd lid van de Provinciale Staten van Drenthe en in oktober van dat jaar werd Vuursteen benoemd tot burgemeester van Oosterhesselen. In 1978 volgde zijn benoeming tot burgemeester van Zuidwolde waar hij tot zijn pensionering in 1993 zou blijven. In 1990 was hij daarnaast ongeveer een half jaar waarnemend burgemeester van Zweeloo. Enkele maanden na zijn pensionering werd hij de waarnemend burgemeester van Vledder als tijdelijk opvolger van de aan multiple sclerose lijdende burgemeester Tom Maagendans. In 1994 werd duidelijk dat Maagendans vanwege diens ziekte niet meer terug zou keren. Vuursteen vervulde zijn functie tot februari 1997 en overleed acht jaar later op 76-jarige leeftijd.